# Ouroboros
Pour les articles homonymes, voir Ouroboros (homonymie).

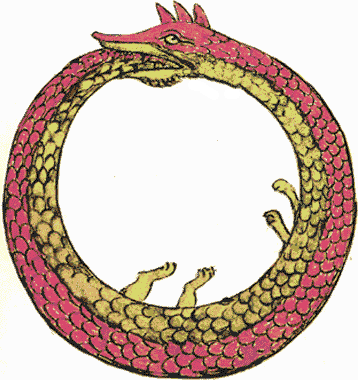
Un ouroboros.

L’ouroboros est un symbole universel, représentant un objet ou dessin d'un serpent ou dragon qui se mord la queue. Son nom est tiré à l'origine du mot grec ancien, οὐροϐόρος / ourobóros, formé à partir des deux mots οὐρά (queue) et βορός (vorace, glouton), ce qui signifie littéralement « qui se mord la queue » ; le mot a ensuite été latinisé en uroborus.

## Origines

### Antiquités égyptienne et asiatiques

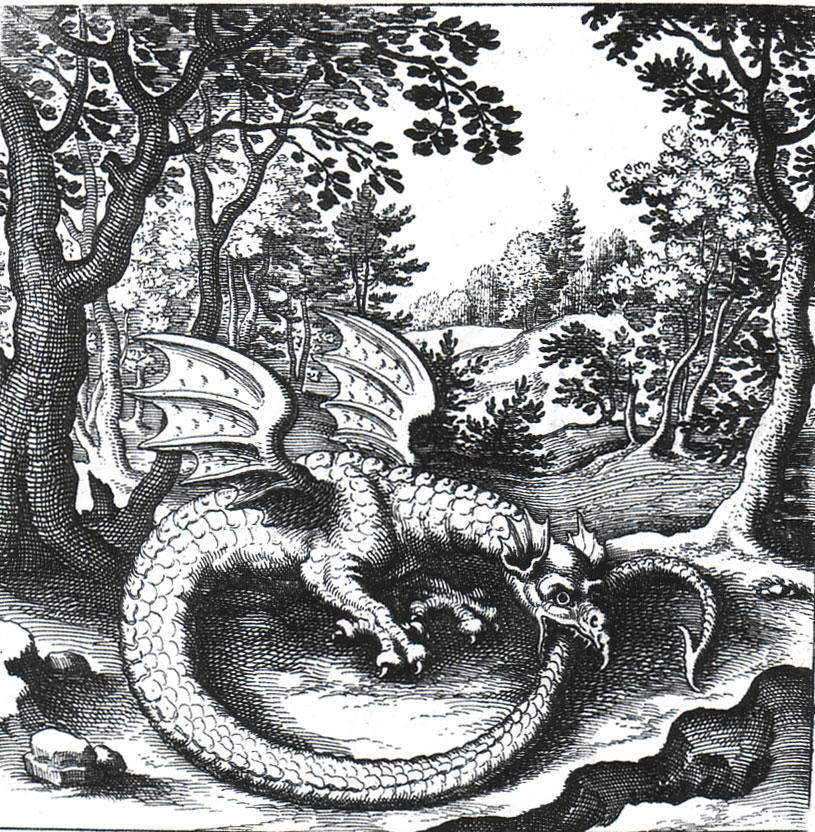
De Lapide Philosophico.

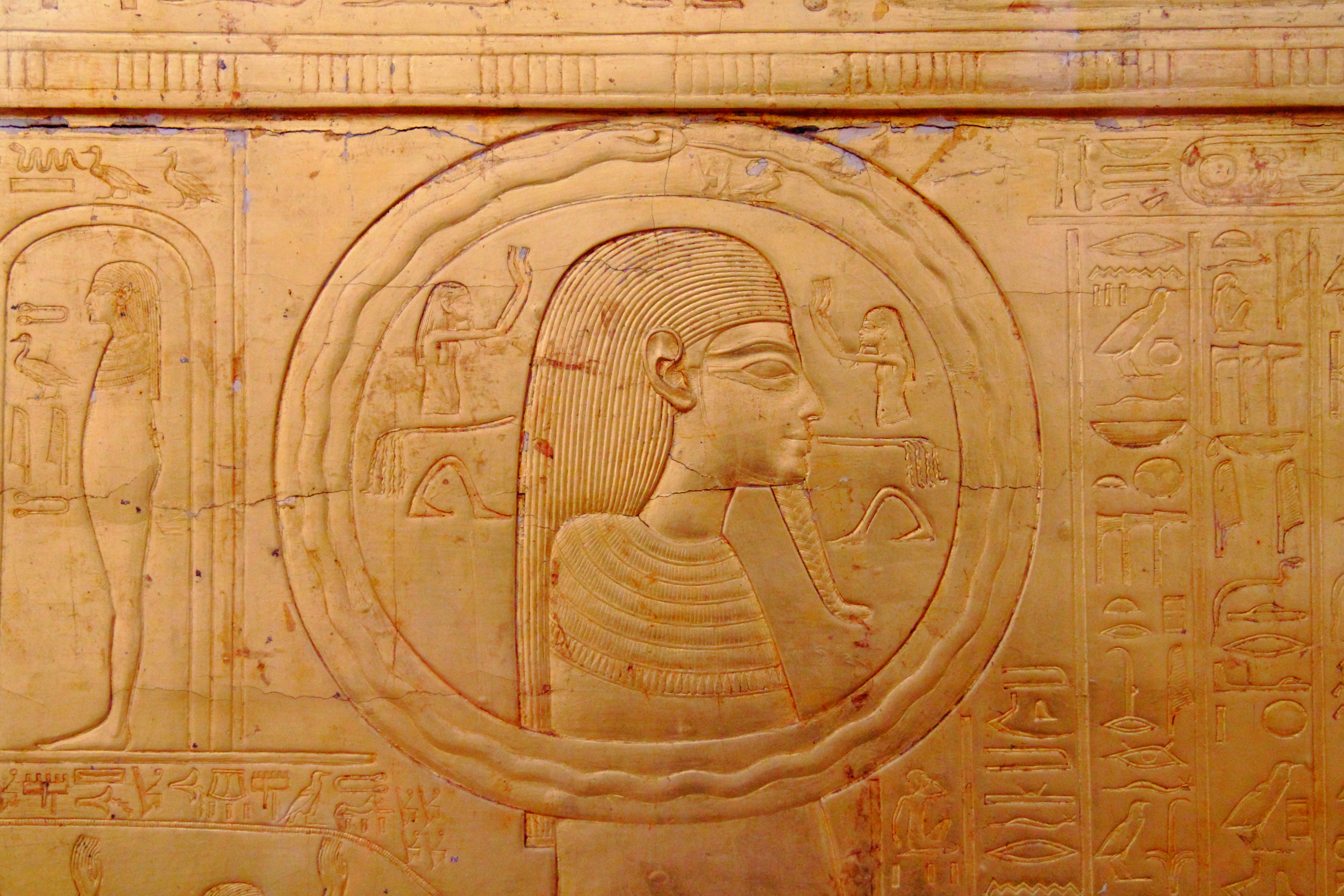
Représentation d'un ouroboros sur une des faces d'un des sarcophages de Toutânkhamon.

L'ouroboros est un symbole très ancien que l'on rencontre dans plusieurs cultures sur tous les continents. La représentation la plus ancienne connue est sans doute une représentation égyptienne datant du XVIe siècle avant notre ère : « Attesté en Mésopotamie, l'ouroboros se rencontre surtout en Égypte, et ce depuis une période très ancienne : il est déjà mentionné dans les textes des pyramides. »
Les premières représentations figurées remontent à la XVIIIe dynastie : on en a notamment des exemples sur une des chapelles dorées de Toutânkhamon. Par la suite, le motif est fréquemment employé : on le trouve sur les cercueils et sur les vignettes des papyrus dits mythologiques. Sa forme circulaire a suscité diverses interprétations de la part des Égyptiens. Il semblerait qu'à l'origine, on ait considéré l'ouroboros comme marquant la limite entre le Noun et le monde ordonné ; entourant la totalité du monde existant, il en vient tout naturellement à symboliser le cycle du temps et de l'éternité,. En outre, l'ouroboros fut parfois représenté encerclant le soleil naissant à l'horizon du ciel, pour figurer la renaissance de l'astre du jour, chaque matin, au sortir du Noun. Il fut, dès lors, perçu comme un symbole de rajeunissement et de résurrection, d'où sa présence sur les cercueils. Il semble qu'on lui ait parfois attribué un rôle de protecteur. Par ailleurs, puisqu'il se mange la queue, on l'a aussi considéré comme un symbole d'autodestruction et d'anéantissement.
Cependant, les dragons de la culture chinoise Hongshan, appelés dragon-cochon (猪龍, zhulong, en chinois et Pig dragon en anglais), faits en jade, ont pu inspirer les représentations anciennes grâce aux échanges nés de la route de la soie.
Les Phéniciens ont probablement hérité ces représentations des Égyptiens, et les ont à leur tour transmises aux Grecs qui leur ont donné le nom qu'on leur connaît.
Un ouroboros est intégré dans la boucle d'oreille traditionnelle portée par les hommes du canton d'Appenzell, en Suisse, boucle d'apparat à laquelle est accrochée une petite cuillère à crème (Schüefli).[réf. nécessaire]

### Mythologie nordique
Le serpent Jörmungand de la mythologie nordique est l'un des quatre enfants de Loki. Il a grandi à un point tel qu'il encercle le monde et peut saisir sa queue dans sa bouche, maintenant ainsi les océans en place.
Dans les légendes de Ragnar Lodbrok, le roi de Götaland Herrauðr donne comme cadeau à sa fille Þóra un petit dragon (lindworm) qui, en grandissant, encercla le pavillon de la fille en avalant sa queue. Le serpent est tué par Ragnar Lodbrok qui se mariera avec Þóra. Ragnar aura plus tard un fils (d'une autre femme, Kráka), qui naît avec l'image d'un serpent blanc dans un œil, ce qui lui vaudra le nom de Sigurd Œil de Serpent ; ce serpent encercle son iris en avalant sa queue.
On peut rajouter au niveau de la signification symbolique qu'il représente le début et la fin de toutes choses. C'est donc un symbole d'espoir et de renouveau.

### Traditions védiques
Dans le brahmanisme, on le présente sous la forme d'un serpent titanesque à plusieurs têtes, une divinité appelée Shesha qui représente la succession des univers.
Une tradition de l'Océan indien, d'inspiration védique et européenne, décrit le père du dieu Kérdik comme un dieu-serpent nommé Paradis, et entourant le jardin des dieux pour le protéger des créatures indignes. Le mot Paradis vient du persan pairi daēza, qui signifie « enceinte royale ». Cette étymologie donnerait une explication au nom du père du dieu.

### Autres mythologies
L'Ouroboros apparaît également dans les mythologies aztèque et nord-américaines, en Australie dans le Tjukurpa sous le nom de Waagal, Wagyl ou Yurlungur même si ce dernier ne se mord pas constamment la queue.

## Symbolisme

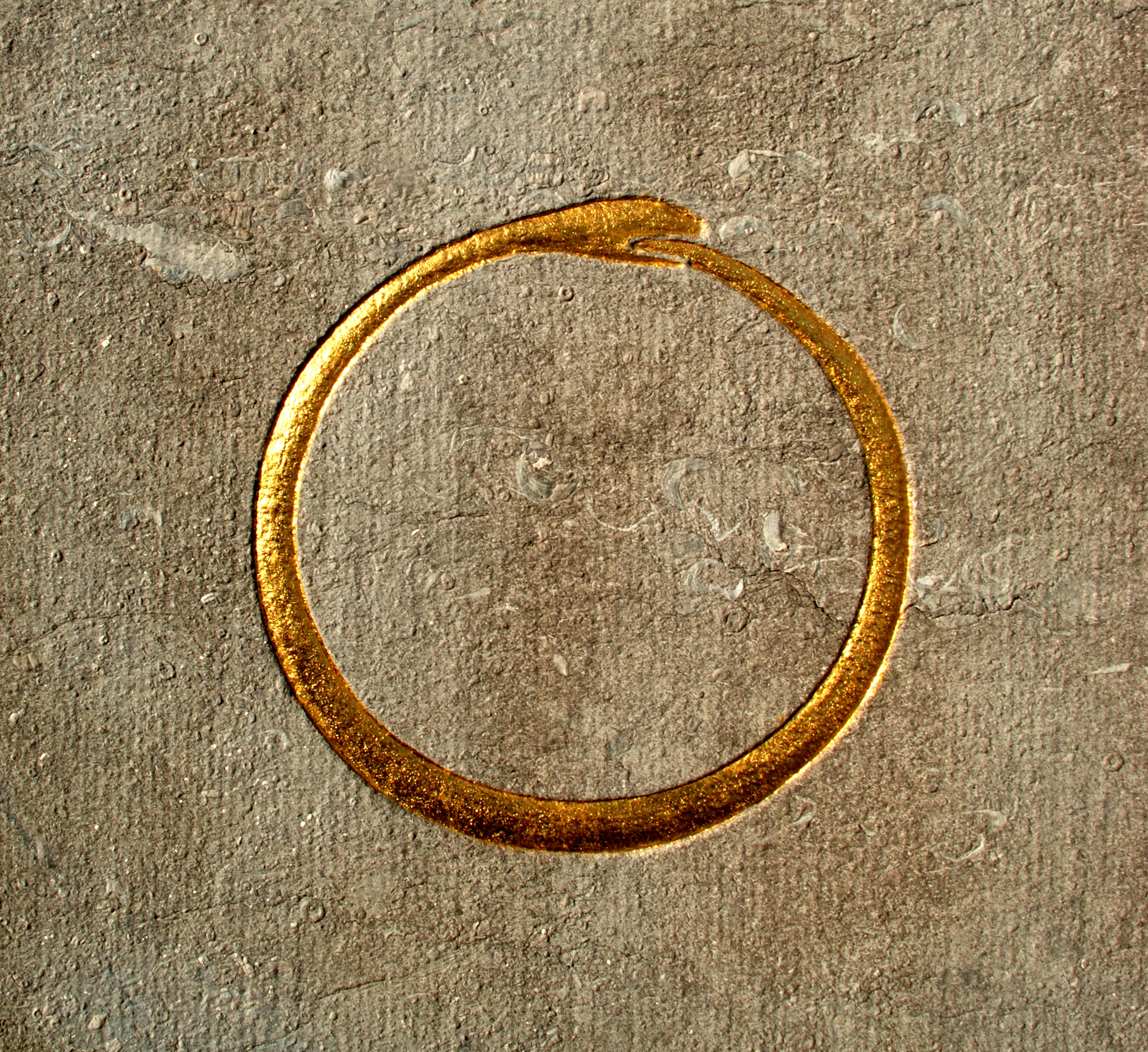
Ouroboros ornant le mausolée Goblet d'Alviella (Belgique).

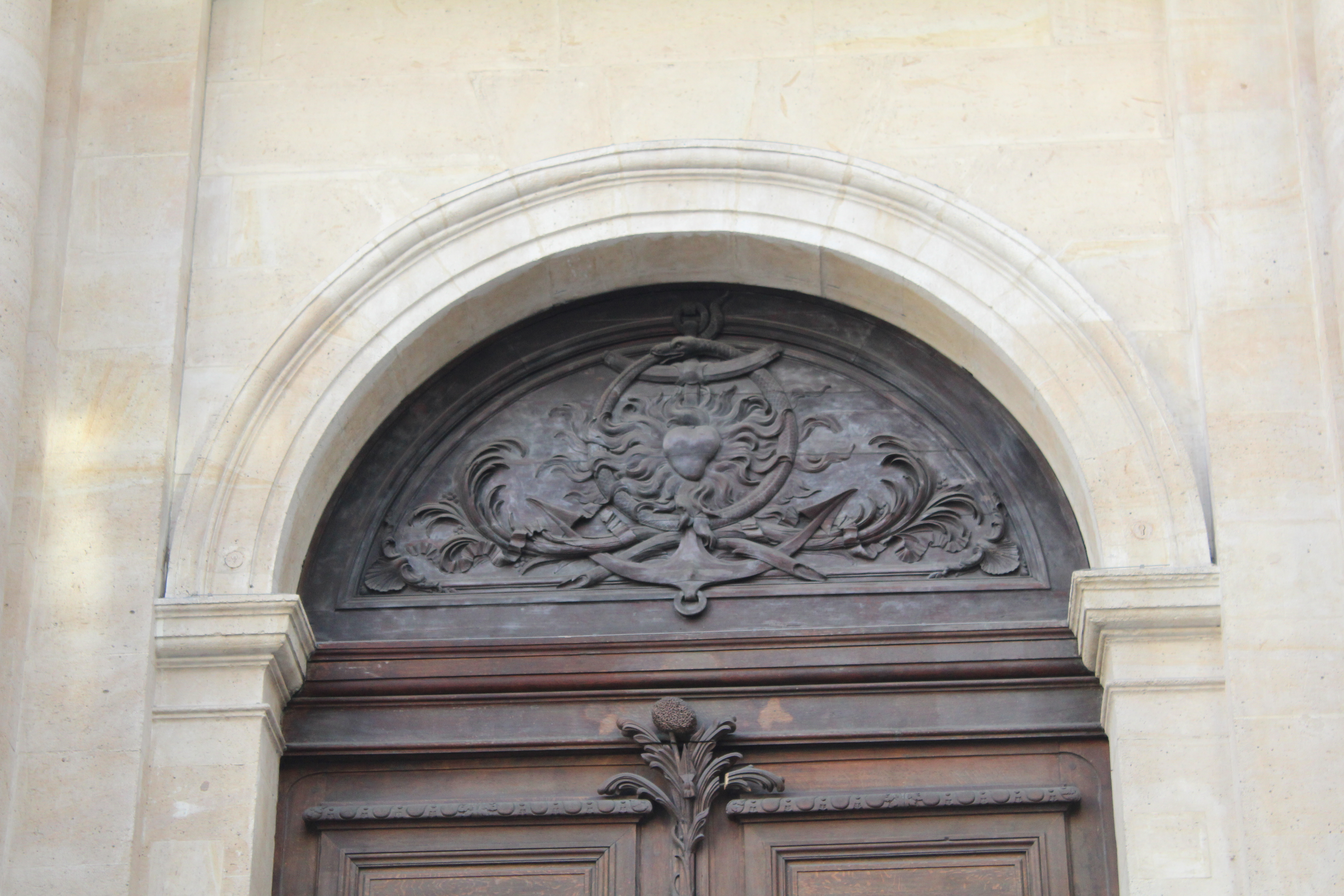
Ouroboros et symboles chrétiens : ancre, sacré-cœur enflammé, palmes, éponge et lance, sur le tympan du temple protestant de l'Oratoire du Louvre, 1745, au 145 rue Saint-Honoré à Paris.

Le serpent (ou le dragon parfois) qui se mord la queue symbolise un cycle d'évolution refermé sur lui-même.
Ce symbole renferme en même temps les idées de mouvement, de continuité, d'autofécondation et, en conséquence, d'éternel retour. Cette connotation de circularité et d'indécidabilité fit du serpent Ouroboros le symbole des paradoxes qui, comme lui, se « mangent la queue », comme dans la formule « Cette phrase est fausse », variante du paradoxe d'Épiménide le Crétois (Je mens) : il y a du vrai dans le faux, et du faux dans le vrai, un enchevêtrement indémêlable de causes et de conséquences.
La forme circulaire de l'image a donné lieu à une autre interprétation : l'union du monde chthonien (du grec khthôn : « qui est né de la terre », qualificatif appliqué aux dieux infernaux), figuré par le serpent, et celui du monde céleste, figuré par le cercle. Cette interprétation serait confirmée par le fait que l'ouroboros, dans certaines représentations, serait moitié noir, moitié blanc. Il signifierait ainsi l'union de deux principes opposés, soit le ciel et la terre, soit le bien et le mal, soit le jour et la nuit, soit le Yang et le Yin chinois, et toutes les valeurs dont ces opposés sont les porteurs.
Une autre opposition apparaît dans une interprétation à deux niveaux : le serpent qui se mord la queue, en dessinant une forme circulaire, rompt avec une évolution linéaire, marque un changement tel qu'il semble émerger à un niveau d'être supérieur, le niveau de l'être céleste ou spiritualisé, symbolisé par le cercle ; il transcende ainsi le niveau de l'animalité, pour avancer dans le sens de la plus fondamentale pulsion de vie ; mais cette interprétation ascendante ne repose que sur la symbolique du cercle, figure d'une perfection céleste. Au contraire, le serpent qui se mord la queue, qui ne cesse de tourner sur lui-même, s'enferme dans son propre cycle, évoque la roue des existences, le samsâra, comme condamné à ne jamais échapper à son cycle pour s'élever à un niveau supérieur : il symbolise alors le perpétuel retour, le cercle indéfini des renaissances, la continuelle répétition, qui trahit la prédominance d'une fondamentale pulsion de mort.

### Héraldique

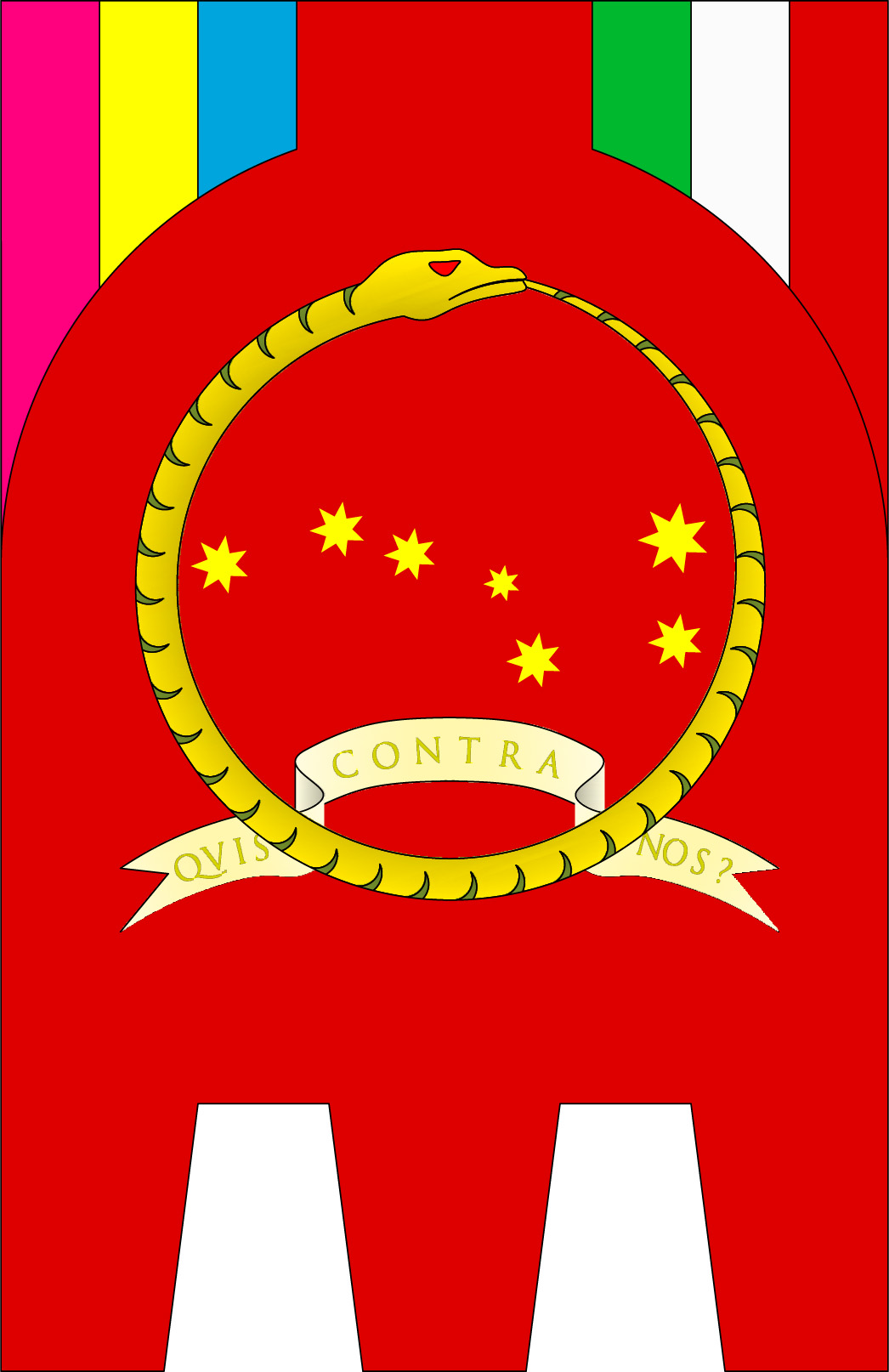
Drapeau de la Régence italienne du Carnaro représentant un ouroboros.

En héraldique, on retrouve cette figure qui se blasonne : serpent ou plus rarement dragon plié en rond. L'ouroboros se retrouve également dans de nombreux logos d'obédience maçonnique : voir notamment les logos du Grand Orient de France, de la Grande Loge de France ou de la Grande Loge Féminine de France[réf. nécessaire]. Même en héraldique religieuse, on peut en trouver : Adrien de Touron, prélat de l'abbaye du Coudenberg de Bruxelles, avait pour armes un ouroboros.

### Alchimie gréco-égyptienne et Kekulé

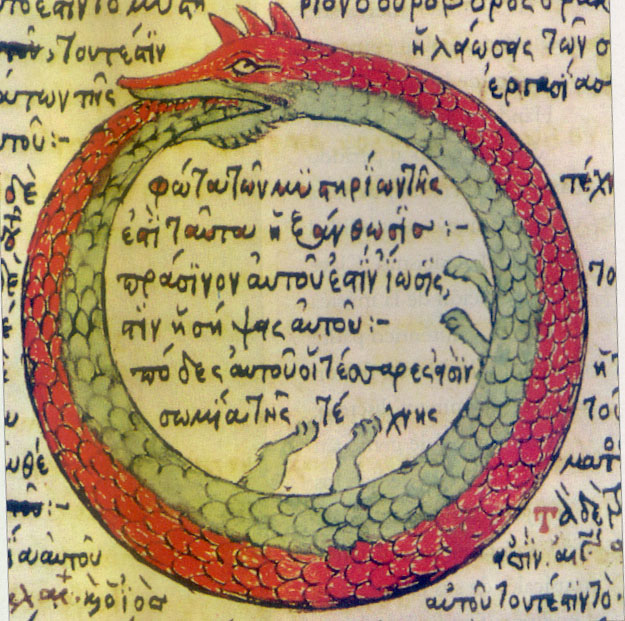
Ouroboros dessiné sur un manuscrit médiéval byzantin.

En alchimie, l'ouroboros est un sceau purificateur. Il symbolise en effet l'éternelle unité de toutes choses, incarnant le cycle de la vie (naissance) et la mort. On doit à Zosime de Panopolis, le premier grand alchimiste gréco-égyptien (vers 300), la fameuse formule :

« Un [est] le Tout, par lui le Tout et vers lui [retourne] le Tout ; et si l'Un ne contient pas le Tout, le Tout n'est rien (Ἓν τὸ πᾶν καὶ δι’ αὐτοῦ τὸ πᾶν καὶ εἰς αὐτὸ τὸ πᾶν καὶ εἰ μὴ ἒχοι τὸ πᾶν οὐδέν ἐστιν τὸ πᾶν). Un est le serpent l'ouroboros, le serpent qui mord sa queue], celui qui possède l’ios [la teinture en violet ?, dernière étape de la transmutation après le noircissement, le blanchiment] après les deux traitements [noircissement et blanchissement ?]. Cette formule est accompagnée du diagramme de l'ouroboros. »

D'après Michèle Mertens : « Attesté aussi en Mésopotamie, l'ourobore se rencontre surtout en Égypte, et ce depuis une période très ancienne : il est déjà mentionné dans les Textes des Pyramides. Les premières représentations figurées remontent à la XVIIIe dynastie. Selon Leisagang, il symbolise « le cycle de tout devenir avec son double rythme : le développement de l'Un dans le Tout et le retour du Tout à l'Un ». Zosime est le premier alchimiste à faire usage de l'ourobore. La formule Ἓν τὸ πᾶν n'est pas de Zosime. Zosime lui-même l'impute au fondateur éponyme de l'alchimie, le mythique Chymès. »
Le chimiste August Kekulé a affirmé que c'est un anneau en forme d'ouroboros qui a inspiré sa découverte de la structure du benzène, modèle qui lui aurait été inspiré par la vision onirique d'un Ouroboros. D'où son exhortation célèbre à ses collègues : « Pour comprendre, apprenons à rêver ! »

### Satanisme

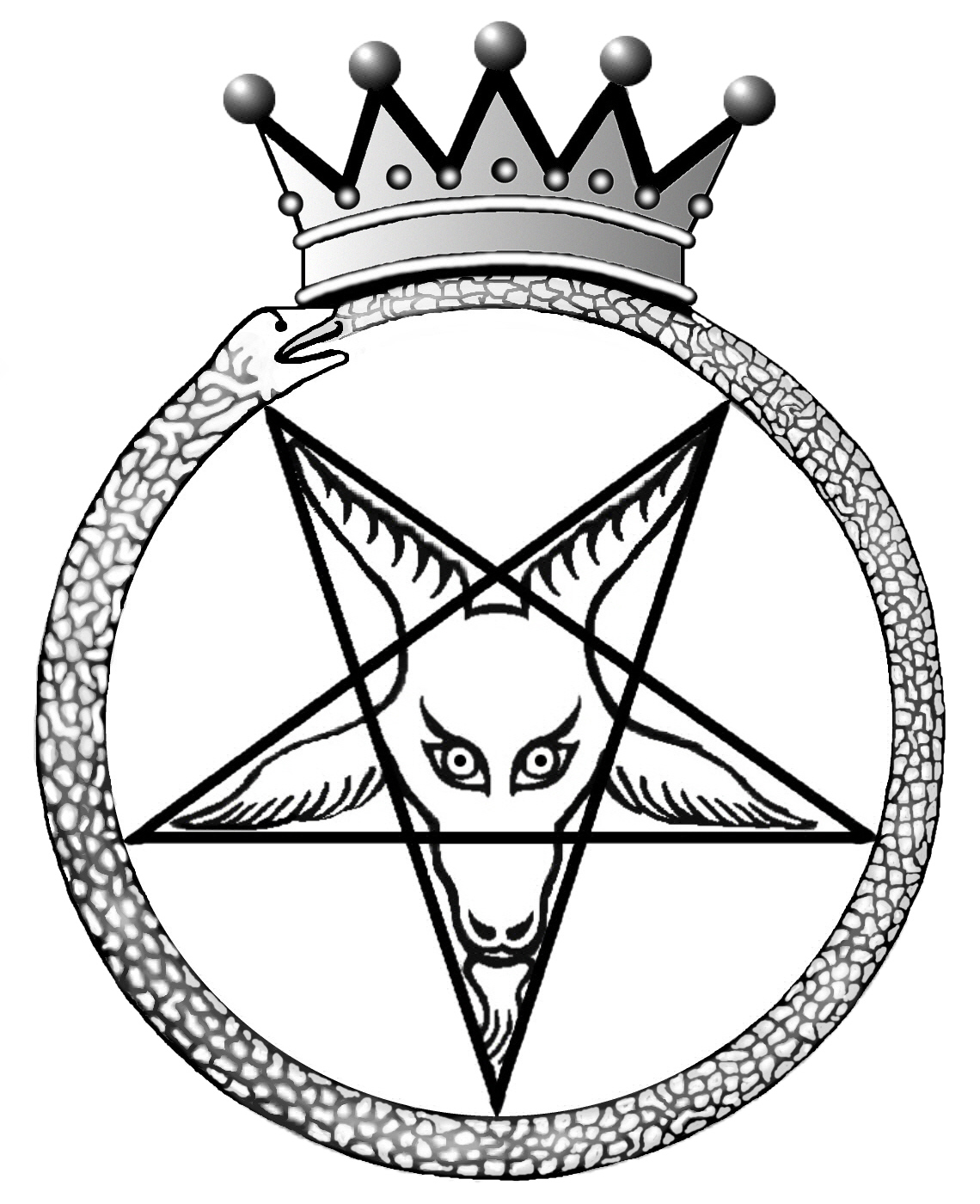
Sceau de Baphomet.

Parfois présent dans les symboliques satanistes, car d'après leurs adeptes, le serpent (ou dragon), en se mordant la queue, s'inocule son venin et donc s’assagit par lui-même, par l’absorption des connaissances fondamentales de toutes choses et de toute vérité, le venin en est la substance figurée[réf. nécessaire].
De plus, le caractère chthonien s'oppose avec le caractère céleste et donc s'assimile à l'opposition : Satan (monde souterrain) et Dieu (monde céleste). L'ouroboros représente également le démon-dieu Léviathan, le serpent du vide et du chaos initial.

## Références culturelles

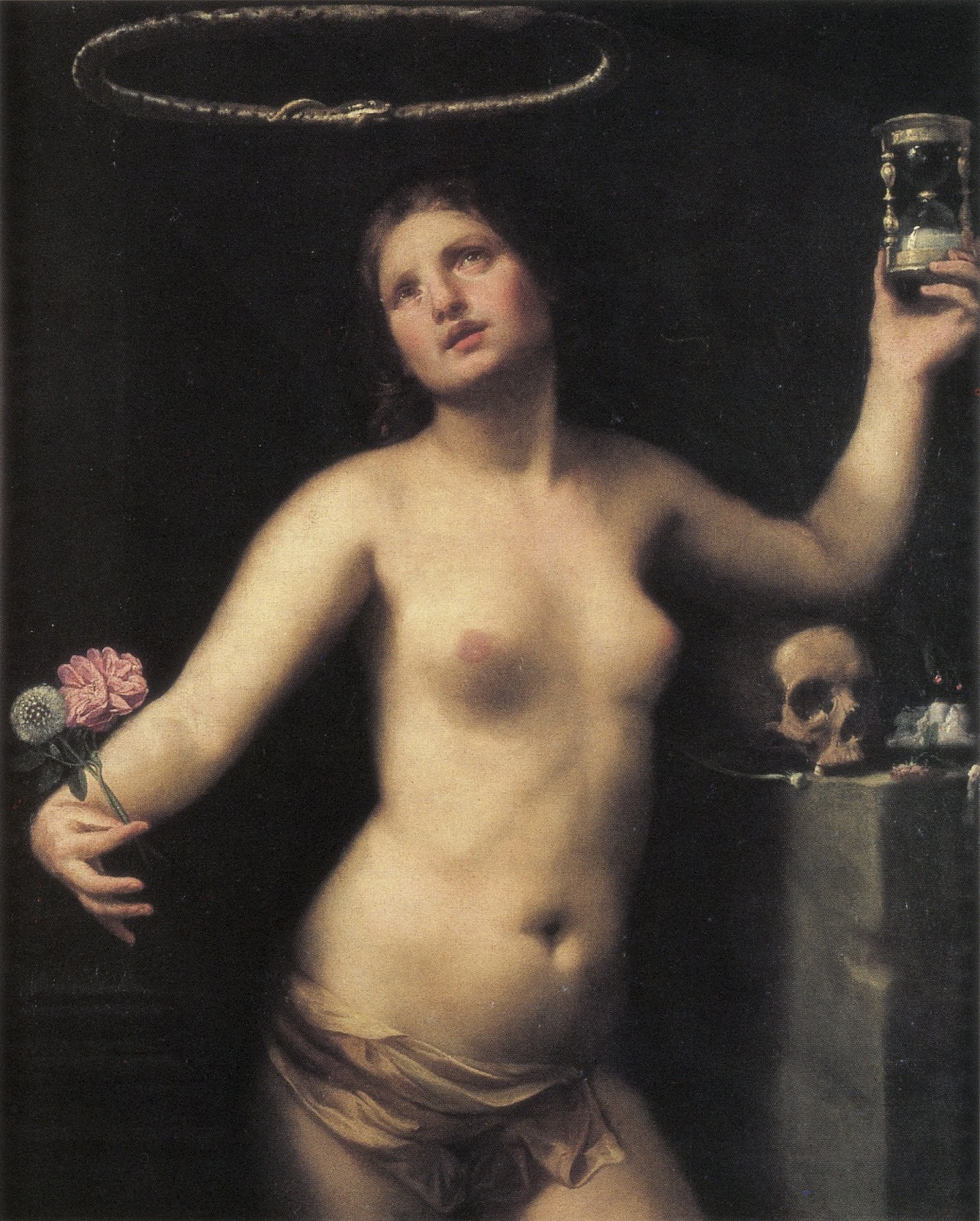
Allégorie de la vie, peinture attribuée à Guido Cagnacci.
Médaille remise aux membres du Conseil des Anciens.
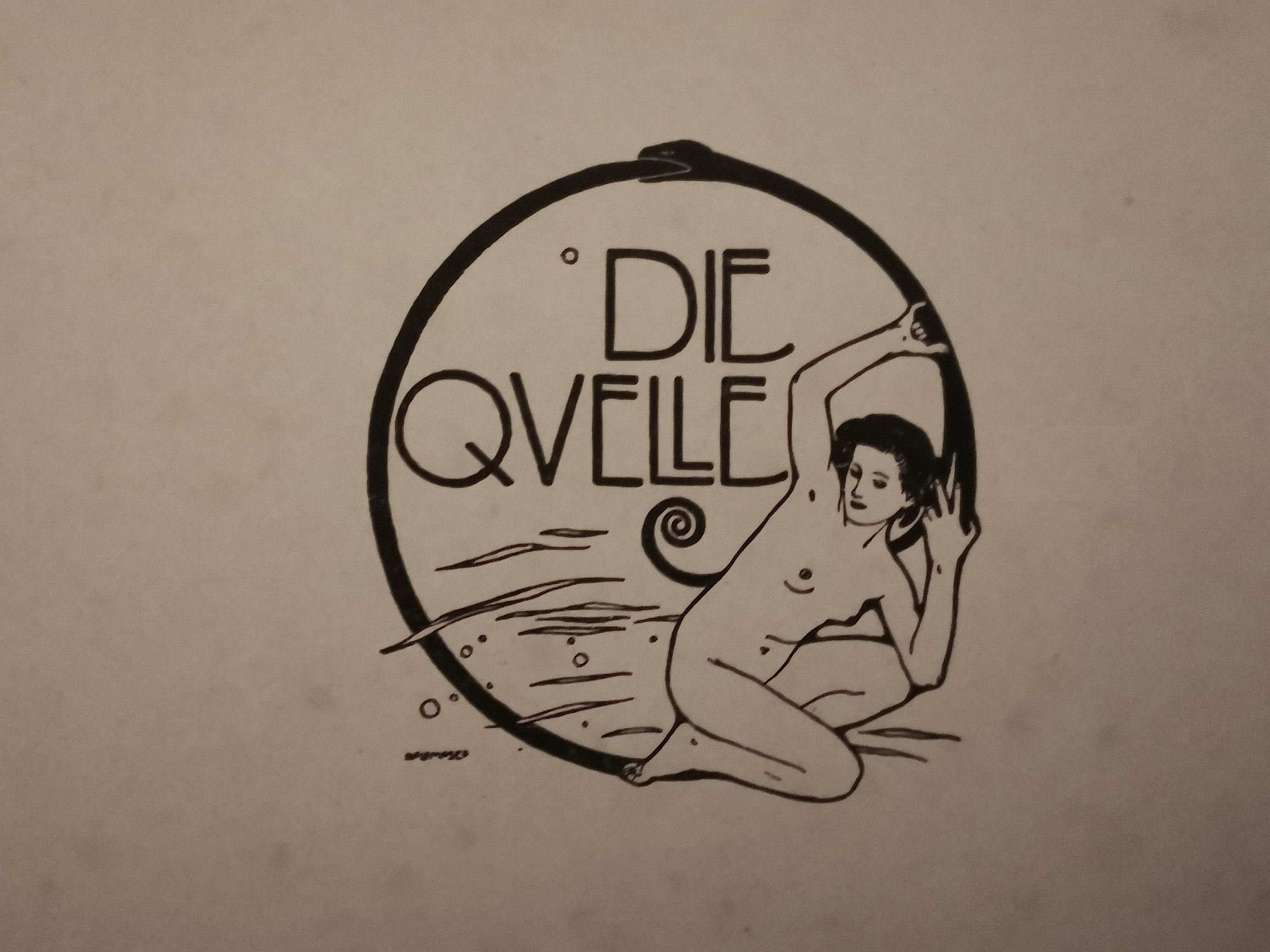
Logo de Die Quelle par Koloman Moser (Gerlach & Wiedling, 1900).